# Muespach
Muespach (deutsch Müspach) ist eine französische Gemeinde mit 934 Einwohnern (Stand 1. Januar 2022) im Département Haut-Rhin in der und in der Region Grand Est. Sie gehört zum Kanton Altkirch und zum Gemeindeverband Sundgau.

## Geografie
Die Gemeinde Muespach liegt im Tal des Gersbaches, der aus dem Zusammenfluss von Muesbach und Willerbach entsteht und wenige Kilometer weiter westlich in die Ill mündet. Die Sundgau-Gemeinde ist 18 Kilometer von Altkirch und 18 Kilometer von Basel entfernt.
Nachbargemeinden von Muespach sind Berentzwiller im Norden, Knœringue im Nordosten, Muespach-le-Haut im Osten, Fislis und Werentzhouse im Süden, Durmenach im Südwesten sowie Roppentzwiller und Steinsoultz im Westen.

## Geologie
Muespach liegt im lössbedeckten Sundgauer Tertiärhügelland im Bereich der unter der Lössdecke lagernden Sundgauschotter. Diese sind die Hinterlassenschaft einer einst (im Pliozän und Altpleistozän) über Doubs, Saône und Rhône zum Mittelmeer entwässernden Ur-Aare. Unter den die (oberen) Talhänge bildenden Sundgauschottern liegen die sandig-mergeligen Schichten der oligozänen Elsässer Molasse (Molasse alsacienne).

## Geschichte
Niedermüspach erscheint 1245 erstmals in den Urkunden.
Bis 1324 gehörten Nieder-, Mittel- und Obermüspach zur Grafschaft Pfirt und kamen dann durch die Heirat der Johanna von Pfirt mit Herzog Albrecht II. von Österreich an Habsburg. Im Westfälischen Frieden 1648 ging der Ort mit dem ganzen elsässischen Besitz der Habsburger an die französische Krone. Von 1871 bis 1918 gehörte der Ort zum Reichsland Elsass-Lothringen.
1972 erfolgte die Fusion von Muespach-le-Bas und Moyen-Muespach zu Muespach.
Im Mittelalter nannte sich eine Adelsfamilie nach dem Ort. Das Priorat Feldbach besaß hier einen Dinghof. Am Ortsrand existierte einst ein Siechenhaus (eine Leproserie). 
Im 19. Jahrhundert war Muespach-le-Bas für seine Töpferwaren bekannt.
Im Mittelalter gab es eine zentral bei Mittelmüspach gelegene Kirche für die drei Orte. Diese wurde 1822 abgebrochen und danach durch einen 1842 vergrößerten Neubau ersetzt, der 1911 durch Blitzschlag zerstört wurde. Die jetzige Kirche wurde 1912 geweiht.
Das Dorf besaß von 1915 an einen Bahnhof an der Bahnstrecke Waldighofen–Saint-Louis. Dieser umfasste ein Ausweichgleis und ein Ladegleis. Der Personenverkehr wurde 1955 eingestellt und die Strecke 1960 stillgelegt.

## Bevölkerungsentwicklung
| Jahr      | 1962 | 1968 | 1975 | 1982 | 1990 | 1999 | 2007 | 2020 |
| Einwohner | 604  | 631  | 670  | 785  | 789  | 825  | 869  | 929  |

## Sehenswürdigkeiten

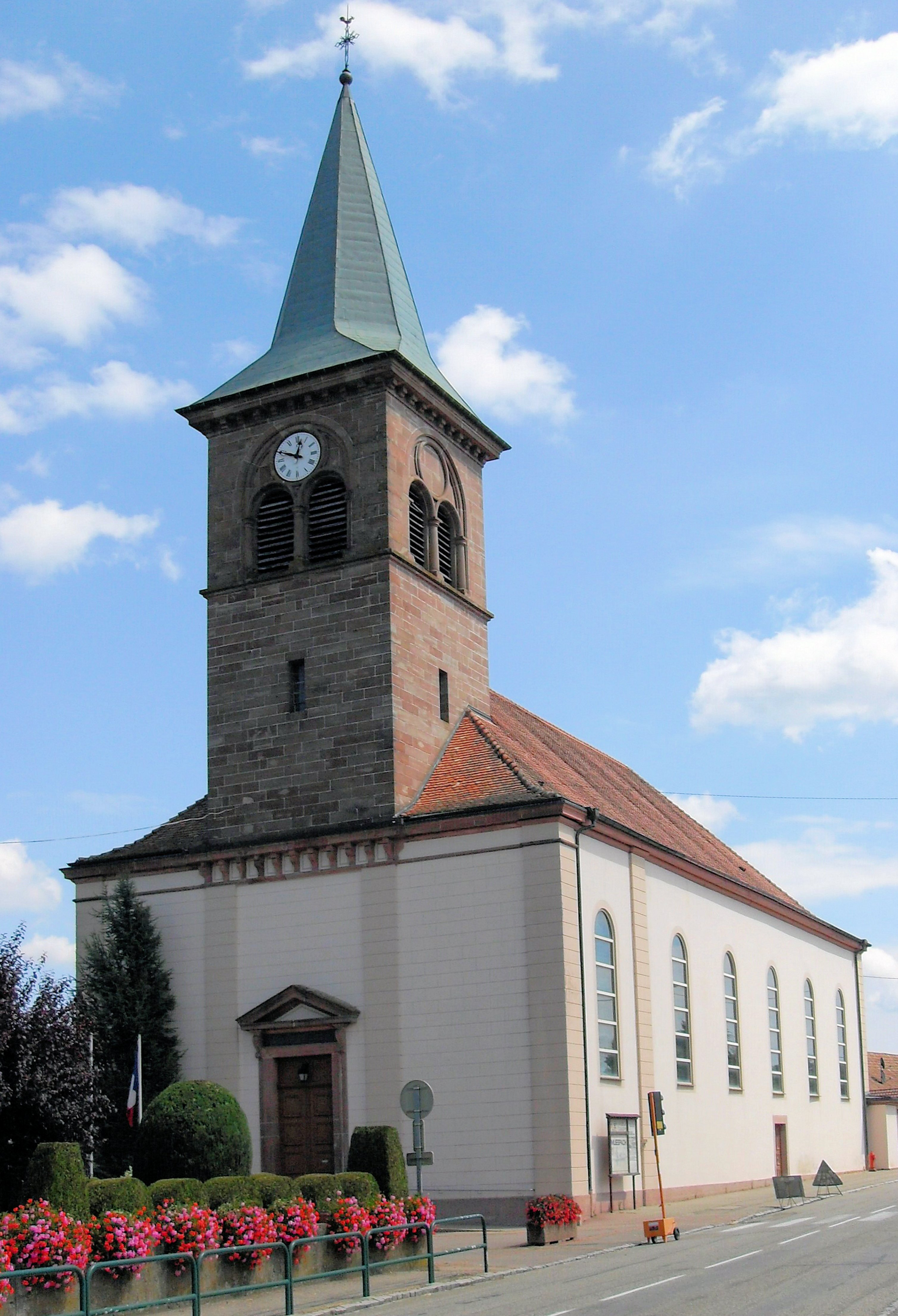
St. Blasius-Kirche

- St. Blasius-Kirche wurde 1824 errichtet, 1842 entstand ein vergrößerter Neubau. Nach Blitzschlag  1911 wieder in den spätklassizistischen Formen der Louis-Philippe-Zeit des Vorgängerbaues aufgebaut und mit einem neuromanischen Turmobergeschoss versehen.
- Einige gut erhaltene Fachwerkhäuser meist aus dem 18. und 19. Jahrhundert mit regelmäßigem, auf Symmetrie bedachtem Fachwerk. Das Haus Nr. 10 an der Rue de Steinsoultz noch in der altertümlichen Ständerbauweise mit traufwandhohen Wandständern und einer Langstrebe. -  Die Häuser Nr. 13 an der Rue du 1 Septembre und Nr. 9 an der Rue de Steinsoulz mit dem für die Jahrzehnte um 1800 beliebten Bauschmuck: in den Fensterbrüstungen eine kartuschenartige Verzierung (beim Haus an der Rue du 1 Séptembre auch an der Laube) oder ein Balusterpfosten. Schönes Fachwerkhaus -Ensemble in der Rue de la Montagne. Auch hier zwei Häuser aus der Zeit um 1800.

## Persönlichkeiten
- Serge Gaisser (* 1958 in Muespach), Fußballspieler